# Emil Dietzsch

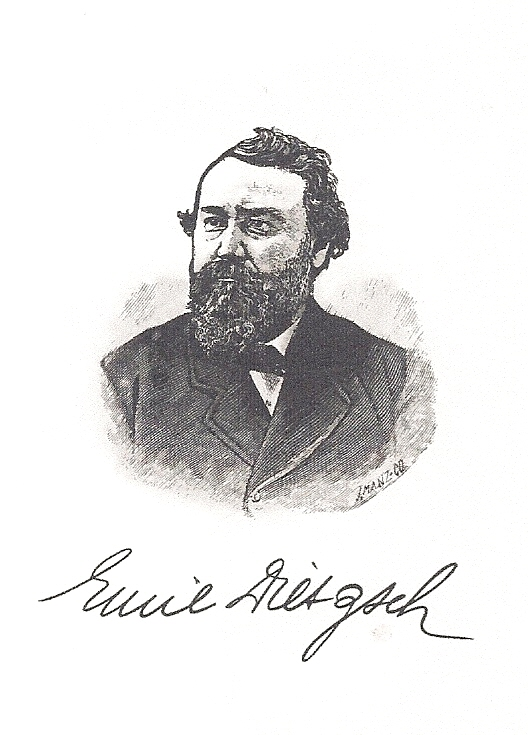
Emil Dietzsch

Emil Dietzsch (* 7. April 1829 in Trippstadt; † 12. September 1890 in Chicago) war ein deutschamerikanischer Dichter und Apotheker in Chicago.

## Leben
Dietzsch beteiligte sich 1849 als 20-Jähriger am Pfälzer Aufstand in Kaiserslautern. Während seines Studiums wurde er 1850 Mitglied der Alten Münchener Burschenschaft Rhenania. Er emigrierte nach seinem Pharmaziestudium in die USA und ließ sich in Chicago als Apotheker nieder. Als politisch engagierter Mensch beteiligte er sich zusammen mit Friedrich Hecker an der Gründung der Republikanischen Partei in den USA. Er verfasste eine Reihe politischer Schriften und war einer der führenden Köpfe, die die deutsche Gemeinde in Chicago organisierten und zusammenhielten. Später war er ein glühender Anhänger des deutschen Kaisers Wilhelm I., obwohl er es war, der als junger Prinz von Preußen den Pfälzer Aufstand niedergeschlagen hatte. Er verfasste viele Gedichte, in denen er in deutscher Sprache die Verbundenheit mit dem deutschen Reich und seiner Pfälzer Heimat ausdrückte.

## Werke (Auswahl)
- Kraft und Stoff – Aus der Geschichte des deutschen Volkes, Chicago 1884, Verlag Gustav Hinstorff
- Chicagos deutsche Männer – Erinnerungsblätter an Chicagos fünfzigjähriges Jubiläum. Geschichte der Stadt Chicago, 1885, hrsg. von Max Stern und Fred Kressmann